# Juristenausbildung in Frankreich
Die Juristenausbildung in Frankreich bezeichnet die Voraussetzungen zum Ausüben juristischer Berufe in Frankreich. Sie gliedert sich üblicherweise in einen universitären Ausbildungsabschnitt und eine postuniversitäre Ausbildung. Die postuniversitäre Ausbildung ist dabei getrennt für Rechtsanwälte und Richter. Erstere erhalten ihre Ausbildung an verschiedenen landesweit verteilten Centre régional de formation professionnelle des avocats (CRFPA), letztere an der École nationale de la magistrature (ENM). Durchschnittlich wird die Ausbildung nach neun Jahren beendet.